# 1883年の相撲
1883年の相撲（1883ねんのすもう）は、1883年の相撲関係のできごとについて述べる。

## 興行
- 1月場所（東京相撲）[1]
  - 興行場所:本所回向院
  - 晴天10日間興行
- 5月場所（東京相撲）[2]
  - 興行場所:本所回向院
  - 5月22日より晴天10日間興行
- 8月場所（大阪相撲）[3]
  - 興行場所:難波新地新金毘羅神宮
  - 晴天10日間興行
- 9月場所（京都相撲）[3]
  - 興行場所:祇園町花見小路
  - 7日間興行

## 誕生
- 1月1日 - 四海波太郎（最高位：小結、所属：出羽ノ海部屋、+ 1933年【昭和8年】）[4]
- 7月22日 - 大錦大五郎（第28代横綱（大阪相撲）、+ 1943年【昭和18年】）[5]
- 11月2日 - 綾川五郎次（最高位：関脇、所属：高砂部屋→入間川部屋、+ 1933年【昭和8年】）[6]
- 11月9日 - 伊勢ノ濱慶太郎（最高位：大関、所属：根岸部屋→友綱部屋、+ 1928年【昭和3年】）[7]
- 11月10日 - 玉椿憲太郎（最高位：関脇、所属：雷部屋、+ 1928年【昭和3年】）[8]

## 死去
- 8月15日 - 7代式守伊之助（立行司（現役没）、所属：伊勢ノ海部屋、年寄：式守秀五郎、* 生年不明）[9]
- 11月1日 - 四海波静太夫（最高位：前頭2枚目、所属：境川部屋→宮城野部屋→境川部屋、年寄：鏡山、* 1836年【天保7年】）

## その他
- 1月14日、元序二段荒竹寅吉（ソラキチ・マツダ）が、米国で日本人初のプロレスラーとなる。